# Roberto Giobbi
Roberto Giobbi (Basilea, 1º maggio 1959) è un illusionista e prestigiatore svizzero autore di libri e saggi sulla cartomagia.

## Vita e opera
Dopo aver studiato letteratura e lingue straniere, Giobbi è stato interprete e traduttore. Nel 1988 ha trasformato il suo hobby, la prestigiazione, in una professione. 
Ha pubblicato articoli e saggi sulla magia teatrale su riviste specializzate in Europa e oltreoceano. I suoi libri sono tradotti in 6 lingue. "Card College" in particolare, opera in cinque volumi, è oggi in tutto il mondo il testo standard per l'apprendimento della cartomagia. Attualmente è l'opera specialistica più tradotta nella storia della prestigiazione e dell'illusionismo.
Giobbi è stato ospite di molte trasmissioni televisive e radiofoniche in Svizzera, Italia, Spagna, USA, Giappone e Sud America. Presenta i suoi spettacoli e le sue conferenze in 5 lingue, che parla correntemente.
È membro della Escuela Mágica de Madrid, che in tutto il mondo conta 40 membri.

## Premi e riconoscimenti
- 1987 Scrittore dell'anno attribuitogli dal Circolo Magico tedesco (Magischer Zirkel von Deutschland).
- 1988 Secondo premio ai Campionati del mondo d'illusionismo FISM nella categoria cartomagia.
- 1990 Grand Prix dell'Associazione Magia svizzera (Schweizermeisterschaften der Zauberkunst).
- 1991 Secondo premio ai Campionati del mondo d'illusionismo FISM nella categoria cartomagia.

## Opere in italiano
- Il sogno del baro, Florence Art Edizioni, 1999
- Roberto Light - Cartomagia professionale senza destrezza di mano, Florence Art Edizioni, 2001
- Roberto Extra-light - Cartomagia professionale senza destrezza di mano, Florence Art Edizioni, 2001
- Roberto Super-light - Cartomagia professionale senza destrezza di mano, Florence Art Edizioni, 2001
- Card College - Corso di cartomagia moderna, vol. 1, Florence Art Edizioni, 1998
- Card College - Corso di cartomagia moderna, vol. 2, Florence Art Edizioni, 1999
- Card College - Corso di cartomagia moderna, vol. 3, Florence Art Edizioni, 2001
- Card College - Corso di cartomagia moderna, vol. 4, Florence Art Edizioni, 2004
- Card College - Corso di cartomagia moderna, vol. 5, Florence Art Edizioni, 2009
- Agenda segreta - Un intero anno di magia, Florence Art Edizioni, 2014
- L'arte dello scambio di mazzo - Tecniche e giochi per principianti ed esperti, Florence art Edizioni, 2016
- Cartomagia scenica - Giochi e tecniche per spettacoli da sala, da pedana e da palcoscenico, Florence art Edizioni, 2019

I libri di Roberto Giobbi sono tradotti in italiano da Francesco Maria Mugnai e, quanto ad "Agenda Segreta", anche da Simone Venturi

## Film
- 2004 Il giardino dei giochi segreti. Film-documentario su Roberto Giobbi prodotto e trasmesso dalla televisione svizzera.